# 泽山飞蓬
泽山飞蓬（学名：Erigeron seravschanicus）是菊科飞蓬属的植物。分布于俄罗斯以及中国大陆的新疆等地，生长于海拔2,600米的地区，一般生长在亚高山草地，目前尚未由人工引种栽培。